# Kanton Saint-Malo-Nord
Kanton Saint-Malo-Nord (francouzsky Canton de Saint-Malo-Nord) je francouzský kanton v departementu Ille-et-Vilaine v regionu Bretaň. Tvoří ho pouze severní část města Saint-Malo.